# Cuadrilla de Añana

Wapen

Cuadrilla de Añana (Baskisch: Añanako Koadrila) is een comarca van de Spaanse provincie Álava. De hoofdplaats is de buurtschap Rivabellosa, dat een onderdeel vormt van de gemeente Ribera Baja. De oppervlakte bedraagt 693,2 km² en het heeft 7450 inwoners (2005).

## Gemeenten
- Añana
- Armiñón
- Berantevilla
- Kuartango
- Iruña de Oca
- Lantarón
- Ribera Alta
- Ribera Baja
- Valdegovía
- Zambrana